# 邵錕
邵錕（？—？），浙江會稽人，清朝政治人物。舉人出身。
道光二十八年，接替凌譽。擔任江蘇荆溪縣知縣署。后由黃純源接任。道光二十八年，接替馮翰。擔任江蘇宜興縣知縣。后由陳培之接任。